# Синявський Андрій Донатович
Андрій Донатович Синявський (літературний псевдонім: Абрам Терц; 8 жовтня 1925, Москва, РРФСР — 25 лютого 1997, Париж, Франція) — російський літературознавець, письменник, літературний критик.

## Початок літературної діяльності
Народився в сім'ї дворянина і лівого есера Доната Євгеновича Синявського.
З початком Радянсько-німецької війни сім'я евакуювалася в Сизрань, де в 1943 р. Андрій закінчив школу і того ж року був призваний до армії. Служив радіотехніком на аеродромі.
У 1945 р. вступив на заочне відділення філологічного факультету МГУ, після демобілізації в 1946 р. перейшов на денне. Брав участь у спецсемінарі, присвяченому творчості Маяковського. Закінчив університет в 1949 р.
Працював в російському Інституті світової літератури, викладав в МГУ на факультеті журналістики і в Школі-студії МХАТ.
Був одним з провідних літературних критиків журналу «Новий світ», головним редактором якого був Олександр Твардовський. На початку 1960-х років журнал вважався найбільш ліберальним в СРСР.

## Творчість
Автор літературознавчих праць про творчість М. Горького, Б. Пастернака, І. Бабеля, А. Ахматової. З 1955 почав писати прозові твори.
У зв'язку з цензурою в СРСР, його твори не могли бути надруковані, і Синявський до своєї еміграції видавав їх на Заході під псевдонімом Абрам Терц. Були надруковані оповідання «Суд іде» і повість «Любимов», що увійшли до збірки прози «Фантастичний світ Абрама Терца», а також стаття «Що таке соціалістичний реалізм?», в якій їдко висміювалась радянська література.

## Арешт і еміграція
Восени 1965 був заарештований разом з Ю. Даніелем за звинуваченням в антирадянській пропаганді та агітації. У лютому 1966 засуджений Верховним Судом на сім років колонії. У суді («Процес Синявського і Даніеля») ні Синявський, ні Даніель не визнали себе винними.
8 червня 1971 був звільнений достроково. В 1973 поїхав на запрошення Сорбонни на роботу до Франції.
З 1973 року — професор російської літератури в Сорбонні.
В еміграції Андрій Синявський написав: «Опале листя В. В. Розанова», автобіографічний роман «На добраніч», «Іван-дурень».
Видавав спільно з дружиною Марією Василівною Розанової з 1978 року журнал «Синтаксис».
Похований у Фонтене-о-Роз під Парижем.